# La moneta maledetta
La moneta maledetta è un libro per ragazzi scritto da Ciro Cabala, stampato dalle Edizioni San Paolo nel 2007.
Lungo il testo vi sono 11 domande ed alla fine del libro vi è il posto dove mettere le risposte da cui nascerà una frase nascosta.

## Trama

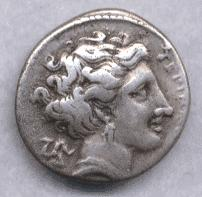
Nel libro vi è la copia di questa moneta in plastica

Questo libro parla di Giovanni, un ragazzo che vive in una casa di campagna, trasformata in una locanda. Un giorno gli zii Giuliana e Claudio, chiedono alla madre di Giovanni se possono portare con loro Giovanni in viaggio in Turchia, anche se per gli zii è un viaggio di lavoro. La madre e il padre accettano e danno il loro consenso. Giovanni era felicissimo, l'unica cosa che lo rattristava era lasciare la sua amichetta Lucilla. Dopo qualche giorno partono con un furgone chiamato Carnera che sarebbe servito per trasportare i tappeti acquistati. 
Arrivati alla frontiera della Grecia, non ci fu nessuna possibilità di passare per motivi burocratici e così un soldato gli dà il consiglio di passare dalla Bulgaria, e così fanno ed arrivano in Turchia.
Giunti ad Istanbul, Claudio si incontra con l'amico Alil, che era anche il venditore, il quale voleva ospitarli ma loro decisero di alloggiare all'Hotel Pera Palace, per essere più liberi di circolare, in questo hotel vi aveva alloggiato anche Agatha Christie.
Dopo una buona dormita, il giorno seguente andarono a fare delle spese e Giovanni in un negozio prese una scatolina d'argento con delle decorazioni che sembravano piume di pavone, intrecciate con delle spirali. Alla fine dei vari acquisti nei negozi ritornano da Alil, che li avvisa che era rimasto senza tappeti perché gli erano stati rubati durante la consegna. L'unica soluzione per non tornare indietro senza carico era andare di persona ai piedi del monte Ararat, quello famoso della leggenda di Noè, dove avrebbero incontrato Habbas il suo fornitore. 
Nel frattempo Giovanni decise di osservare meglio la scatolina acquistata e scopre che all'interno vi è un doppio fondo, dove è nascosta una moneta antica, la prese e la mise subito in tasca.
 Arrivati al mercato, gli zii cominciarono a trattare i tappeti ma facevano fatica a capire la lingua, all'improvviso Giovanni, riesce a capire bene cosa dicevano e allora aiuta gli zii a trattare i prezzi. Gli zii rimasero stupiti, sapendo che per Giovanni era la prima volta che andava in Turchia. Tornati all'albergo, vicino al bar, trovarono delle persone che offrirono a Giovanni il triplo del costo dei tappeti in cambio della scatolina d'argento. Gli zii insospettiti fecero valutare la scatolina e il risultato fu che era di buona fattura, ma non di valore così alto. Comunque accettarono lo scambio e fecero ritorno. 
Arrivati a casa Giovanni viene rapito da Michele che si rivela la sua salvezza, gli spiega che quella moneta è pericolosa, e specialmente è l'ultima moneta dei trenta denari del pagamento che ricevette Giuda per tradire Gesù. Questa moneta ti dà potere, ti migliora, ti fa capire lingue mai studiate, ma per il bene di Giovanni riuscirà a rinunciarci? Che fine farà questa moneta?

## Edizioni
- Ciro Cabala, La moneta maledetta, Edizioni San Paolo, 2007,  pp. 290, cap. 33, ISBN 88-215-6099-6.